# Tachina vallata
Tachina vallata là một loài ruồi trong họ Tachinidae.